# Roland Casper

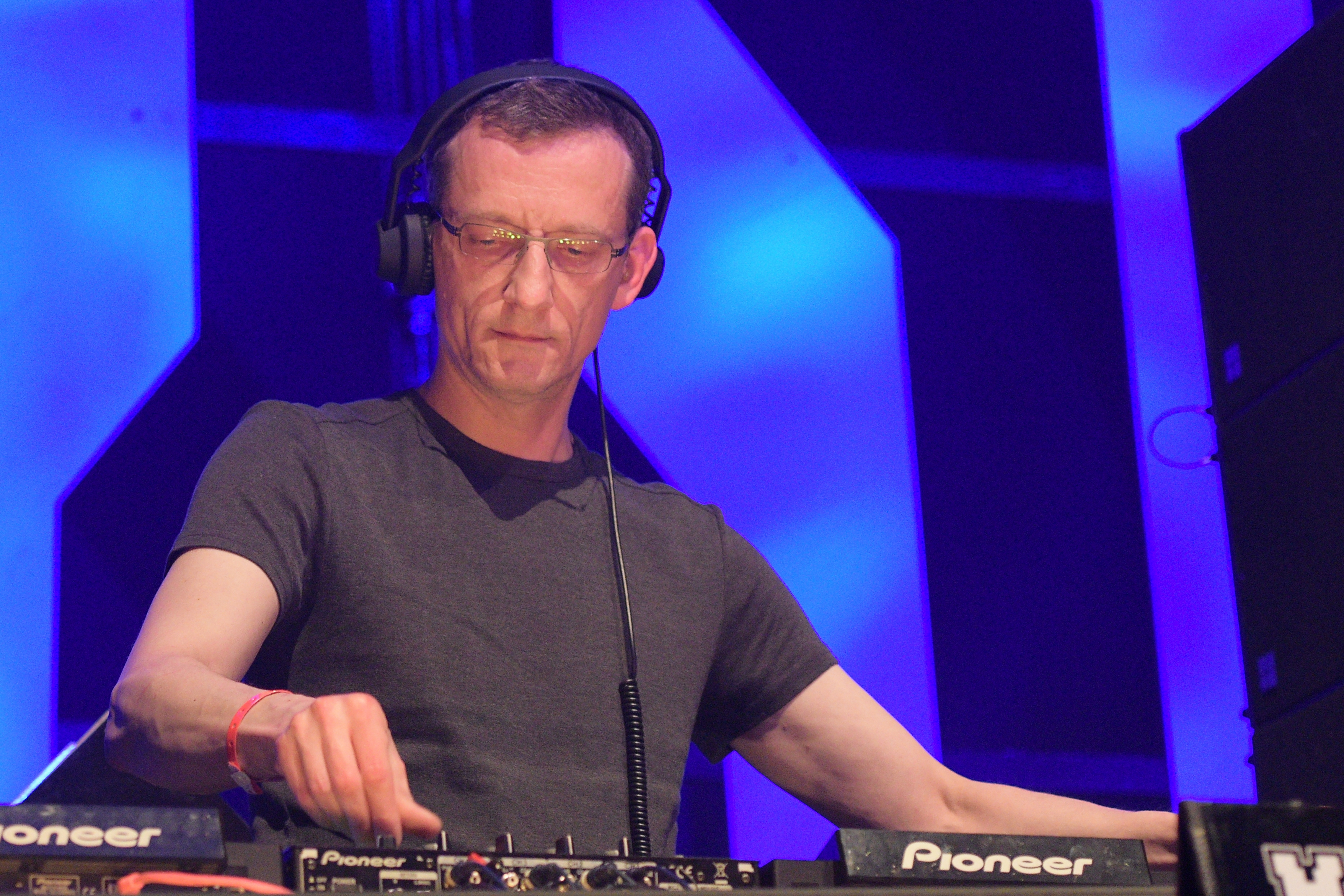
Roland Casper bei der Mayday 2015

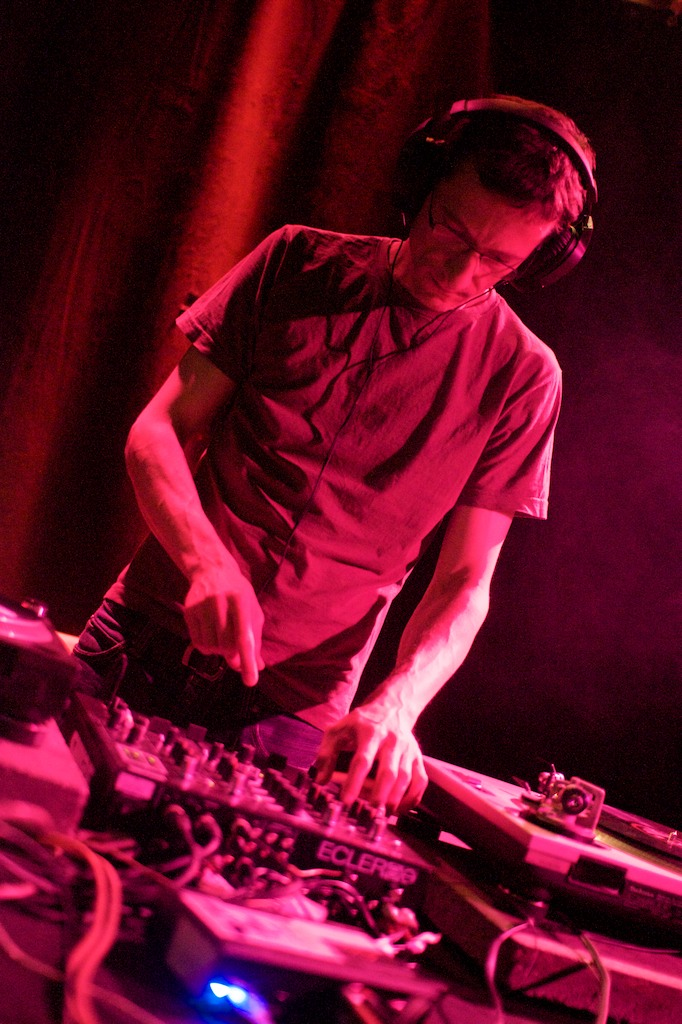
Roland Casper in Köln 2009

Roland Casper (* 2. Januar 1966 in Köln) ist ein deutscher Musiker, DJ und Labelbetreiber. Sein Musikstil liegt zwischen Acid House und Acid Techno. Casper veröffentlicht auch unter den Namen Integrated Circuits, Dan Eben und Trollin Dwarf. Er hat außerdem in diversen Bands mitgewirkt.

## Leben
Seine ersten musikalischen Eindrücke sammelte Roland Casper 1986 im Kölner Club Coconut. Die in diesem Jahr entstandene Musikrichtung mit dem Namen Acid House inspirierte und prägte den damals 20-Jährigen stark. Zwei Jahre später bekam er Anfang 1988 Kontakt zu den Betreibern des Rave Club in Köln. Dort begann die DJ-Karriere von Roland Casper, doch der Club schloss bereits wieder im November 1989. 1990 eröffnete im Köln nahen Bergisch Gladbach in der Folge der Space Club in dem Casper Resident-DJ wurde. 1992 wechselt er, ebenfalls als Resident, in das Kölner Warehouse, in den 1990ern einer der bekanntesten Techno-Clubs von Deutschland. Im selben Jahr veröffentlicht Roland Casper in Zusammenarbeit mit Armin Lamers und Nikolai Kaeßmann unter dem Pseudonym Exeter die erste Single. Diese trägt den Namen Feel The Speed und erschien auf dem Label Spacemate Recordings. Seit 1992 begann Casper erneut mit dem Kölner DJ und Produzenten Claus Bachor zusammenzuarbeiten, mit dem er sich bereits im Rave Club die Residency geteilt hatte. Bachor hatte zu dieser Zeit die Partyreihe Psycho Thrill gegründet, in der Casper zweiter Resident-DJ wurde. Die Partys fanden seit Oktober 1991 im Bonner Club Ballhaus (später Slam Club) statt. Er begann mit dem Aufbau seines Studios und veröffentlichte 1993 auf dem Label Structure die erste Single The Warehouse EP unter seinem eigenen Namen. Im selben Jahr veröffentlichte er sein unbetiteltes erstes Album unter dem Pseudonym Integrated Circuits auf Labworks Germany. 1994 schloss in Köln das Warehouse, doch die Partys in Bonn fanden weiterhin statt und. 1995 schloss auch das Ballhaus und die Psycho-Thrill-Reihe wurde im Kölner Club 42 d.p fortgesetzt. Mittlerweile hatte Roland Casper u. a. mit Musikern wie z. B. Dave Clarke oder Ian Pooley zusammengearbeitet. Nachdem Casper weiterhin mehrere Singles als Integrated Circuits veröffentlichte, erschien 1995 das zweite Album  Ghost Trax ebenfalls auf Labworks Germany. Als Dan Eben veröffentlichte er zudem Platten auf CommuniquÈ und Head In The Clouds und unter dem Alias Trollin' Dwarf auf Jakpot. 1996 gründete Roland Casper das Label Essence. Auf diesem wollte er neben eigenen Veröffentlichungen neuen Künstlern des deutschen Techno-House und Acid-Undergrounds ein Forum bieten. Im Laufe des ersten Jahres erschienen auf dem Label dreizehn Vinyl-Singles und die Psycho-Thrill-Compilation. 1998 begann Roland Casper die Zusammenarbeit mit dem Berliner Label Frisbee Tracks. Mit diesem arbeitete er lange Zeit eng zusammen. Die erste Single war D.One. Inzwischen trat Casper weltweit als DJ auf, unter anderem in Chicago oder auch in Detroit. Um sich mehr auf seine DJ-Karriere zu konzentrieren, stellte er die Aktivitäten für Essence ein. Am Ende des Jahres 1998 nahm er an der weltweiten Frisbee Label Tour teil. 2001 erschien das erste Album unter seinem bürgerlichen Namen mit dem Titel To The Naked Eye auf Edel Records. Auf der Veröffentlichung hin begab sich Casper auf eine Tour durch Europa. 2009 erschien die vorerst letzte Single des Musikers. Er blieb aber weiter als DJ und Musikproduzent aktiv.

## Diskografie
Alben
- 1993: Integrated Circuits – Untitled (Labworks Germany)
- 1995: Integrated Circuits – Ghost Tracks (Labworks Germany)
- 1995: Integrated Circuits – Predo (Labworks UK)
- 2001: Roland Casper – To The Naked Eye (Gang Go Music)

EPs und Singles
- 1993: Integrated Circuits – Yip! (Labworks UK)
- 1993: Integrated Circuits – Patience (Labworks Germany)
- 1993: Integrated Circuits – Thing Thang (Labworks Germany)
- 1993: Trollin Dwarf – Peptalk (Jakpot)
- 1993: Trollin Dwarf – Play Hooky (Jakpot)
- 1993: Roland Casper – Warehouse E.P. (Structure)
- 1993: Roland Casper – Powersafe (Think Green, Warehouse Records)
- 1994: Roland Casper – Bilberry Curd / Bonus Curd / Take This (Magnetic North)
- 1994: Roland Casper – Get Fine (Loriz Sounds)
- 1995: Integrated Circuits – Ghost 843 (Labworks Germany)
- 1995: Integrated Circuits – Rattlesnake (Labworks Germany)
- 1995: Integrated Circuits – Integrated Circuits (Labworks Germany)
- 1995: Dan Eben – Wigged Out (Communique Records)
- 1995: Roland Casper – Roland Casper E.P. Volume Two (Think Green)
- 1995: Roland Casper – White Label (Junkfood Records)
- 1996: Dan Eben – Sandwich Man (Sounds.)
- 1996: Roland Casper – Pic-Nic (Essence)
- 1996: Roland Casper – Moritz (Essence)
- 1996: Roland Casper – Highway (Essence)
- 1997: Roland Casper – Strong Box (Essence)
- 1998: Roland Casper – D.One (Frisbee Tracks)
- 1999: Roland Casper – ‘76 (Frisbee Tracks)
- 2000: Roland Casper – Gangsta (Frisbee Tracks)
- 2003: Dan Eben – Crossing Continents (Psycho Thrill)
- 2004: Roland Casper – Go Gone E.P. (Frisbee Tracks)
- 2005: Roland Casper – Robo (Junkfood Records)
- 2005: Roland Casper – Face 2 Face (A3C0I3D Tracks)
- 2007: Roland Casper – Hot Rod (JR Music)
- 2009: Roland Casper – JR Experience (Membrane Recordings)